# Pňovany (stacja kolejowa)
Pňovany – stacja kolejowa w Pňovanach, w kraju pilzneńskim, w Czechach. Położona jest na wysokości 415 m n.p.m.
Na stacji nie ma możliwość zakupu biletów, a obsługa podróżnych odbywa się w pociągu. 

## Linie kolejowe
- 170 Beroun - Plzeň - Cheb
- 177 Pňovany - Bezdružice